# Hof Hauptbahnhof
Hof Hauptbahnhof (offiziell Hof Hbf) ist der wichtigste Bahnhof der oberfränkischen Stadt Hof. Der Bahnhof ist seit jeher ein Eisenbahnknoten zwischen Bayern, Thüringen, Sachsen und dem Nachbarland Tschechien. Die Station ist in die Preisklasse 3 der DB InfraGO eingeordnet. 2013 war er mit täglich 7000 bis 8000 umsteigenden Reisenden der fünftgrößte Umsteigebahnhof Bayerns, täglich verkehren hier etwa 250 Züge.
Er liegt am Schnittpunkt der Sachsen-Franken-Magistrale Dresden–Hof–Nürnberg und der Strecke Berlin–Leipzig–Hof–Regensburg–München. Bei seiner Eröffnung 1880 war er Gemeinschaftsbahnhof an der Grenze zwischen bayerischer und sächsischer Staatsbahn. Dies ist heute noch an der großen Ausdehnung der Bahnanlagen und dem imposanten Empfangsgebäude zu erkennen. Nach der Gründung der Deutschen Reichsbahn wurde der Bahnhof etwa 25 Jahre lang zum Durchgangsbahnhof. Von 1945 bis 1990 war der Hofer Bahnhof wieder Grenzbahnhof, diesmal zwischen der Sowjetischen Besatzungszone/Deutsche Demokratische Republik und Amerikanischen Besatzungszone/Bundesrepublik Deutschland, bevor die Grenze durch die Deutsche Wiedervereinigung wegfiel. Bis 2006 war der Hauptbahnhof ein Teil des Fernverkehrsnetz der DB, ab 2030 soll es wieder eine Fernverkehrsverbindung geben.
Zum Bahnhof gehören ein Zentralstellwerk, ein Container-Terminal, eine Zolldienststelle und ein Bahnbetriebswerk. Früher gab es Güterabfertigung und einen Paketbahnhof.

## Strecken und Infrastruktur
| Norden                                           | Hof (Saale)      | Oberkotzau         | Süden                                                            |
| ------------------------------------------------ | ---------------- | ------------------ | ---------------------------------------------------------------- |
| - Strecke nach Leipzig - Strecke nach Bad Steben | Hof Hauptbahnhof | Bahnhof Oberkotzau | - Strecke nach Cheb - Strecke nach Weiden - Strecke nach Bamberg |

In Oberkotzau treffen sich die Hauptstrecken Weiden–Oberkotzau und Bamberg–Hof sowie die Nebenbahn Cheb–Oberkotzau. Sie verlaufen gemeinsam als Strecke Bamberg–Hof weiter zum Hofer Hauptbahnhof. Kurz nach dem Q-Bogen, einer Eisenbahnbrücke in der Stadt, trennen sich die Strecken wieder in die Hauptstrecke Leipzig–Hof und die Nebenbahn Hof–Bad Steben.
Der Hofer Hauptbahnhof liegt zwischen zwei Saalebrücken. Im Süden quert die Moschendorfer Brücke den Fluss zwischen Oberkotzau und Hof im Stadtteil Moschendorf, im Norden wechselt die Bahn zwischen Hof und Feilitzsch im Stadtteil Unterkotzau die Flussseite an dem Unterkotzauer Viadukt.
Gleis-Nummerierung

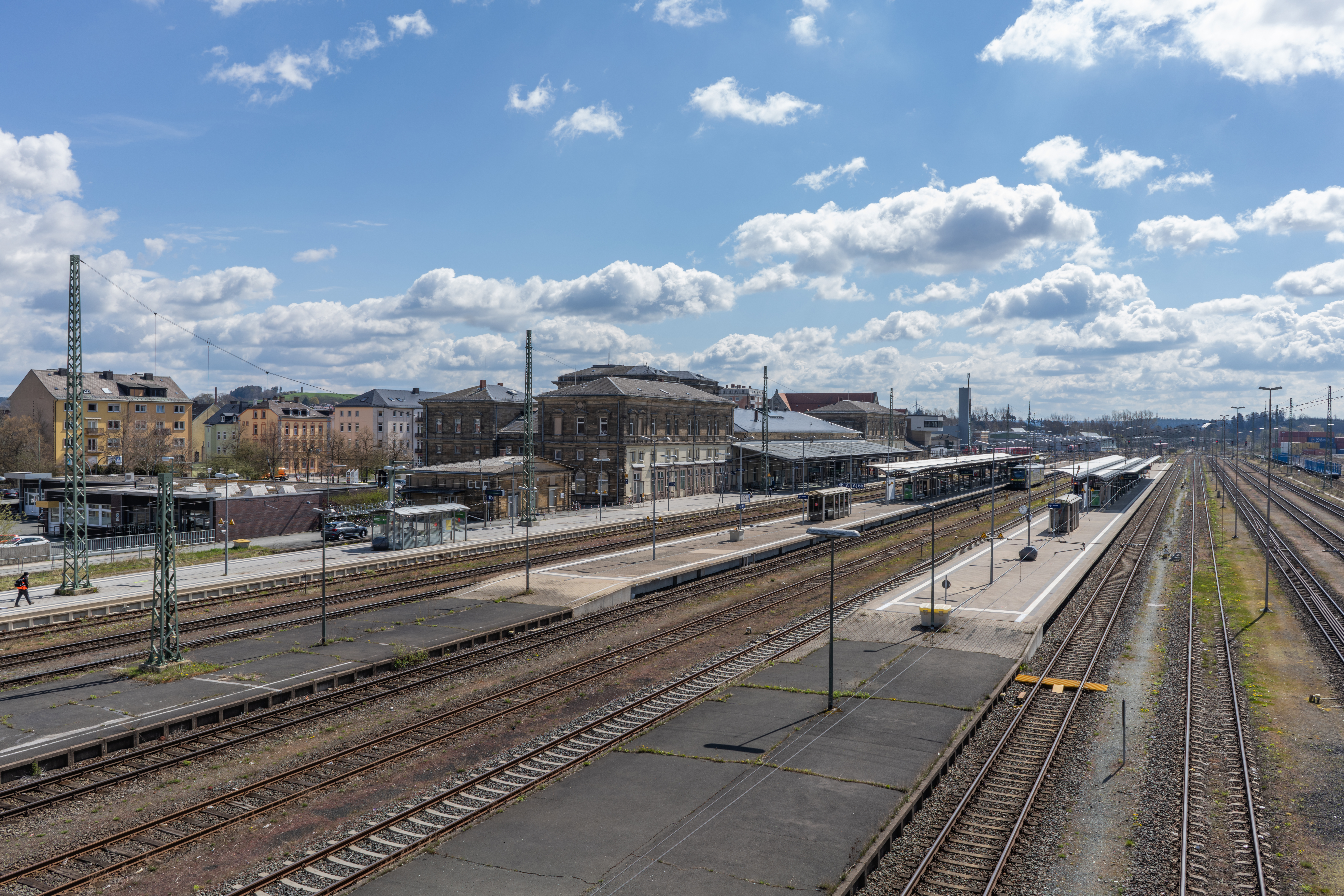
Gleisbereich des Bahnhofs

Es gibt nicht wie üblich die Gleise 1, 2, 3, 4 usw., sondern die Gleise 1a (südliches Stumpfgleis am Hausbahnsteig), 1b (nördliches Stumpfgleis am Hausbahnsteig), 2 (Hausbahnsteig), 4 und 6 (zweiter Bahnsteig), sowie 8 und 10 (dritter Bahnsteig). Bei den durchgehenden Gleisen werden die Südabschnitte mit a gekennzeichnet, die Nordabschnitte mit b (2a/b etc.).
Die fehlenden Nummern sind oder waren Betriebsgleisen zugeordnet, die nicht dem regulären Reisezugverkehr dienen. Die durchgehenden Gleise 3 und 7 haben keine Bahnsteige. Sie werden nur für Rangierfahrten sowie zum Abstellen verwendet. Dem Abstellen von Eisenbahnfahrzeugen dienen die Stumpfgleise 5 und 9 an den südlichen Enden der beiden Inselbahnsteige.
Die Bahnsteige sind durch eine Unterführung verbunden. Jeder Bahnsteig hat einen eigenen Aufzug.

## Geschichte

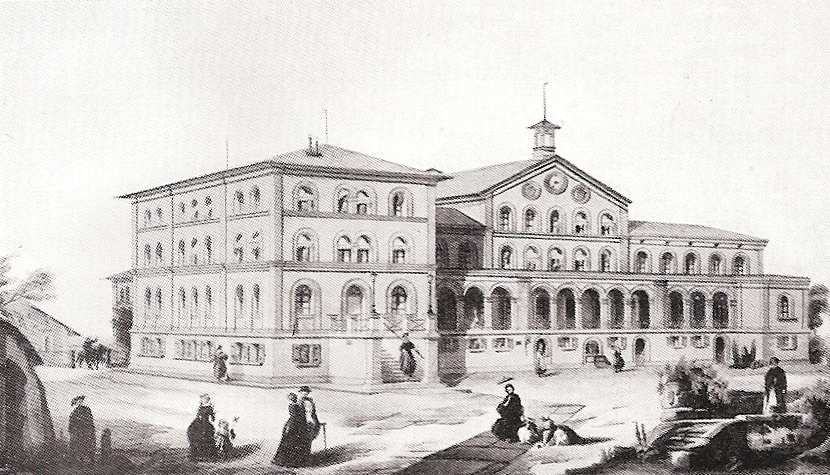
Erster Bahnhof

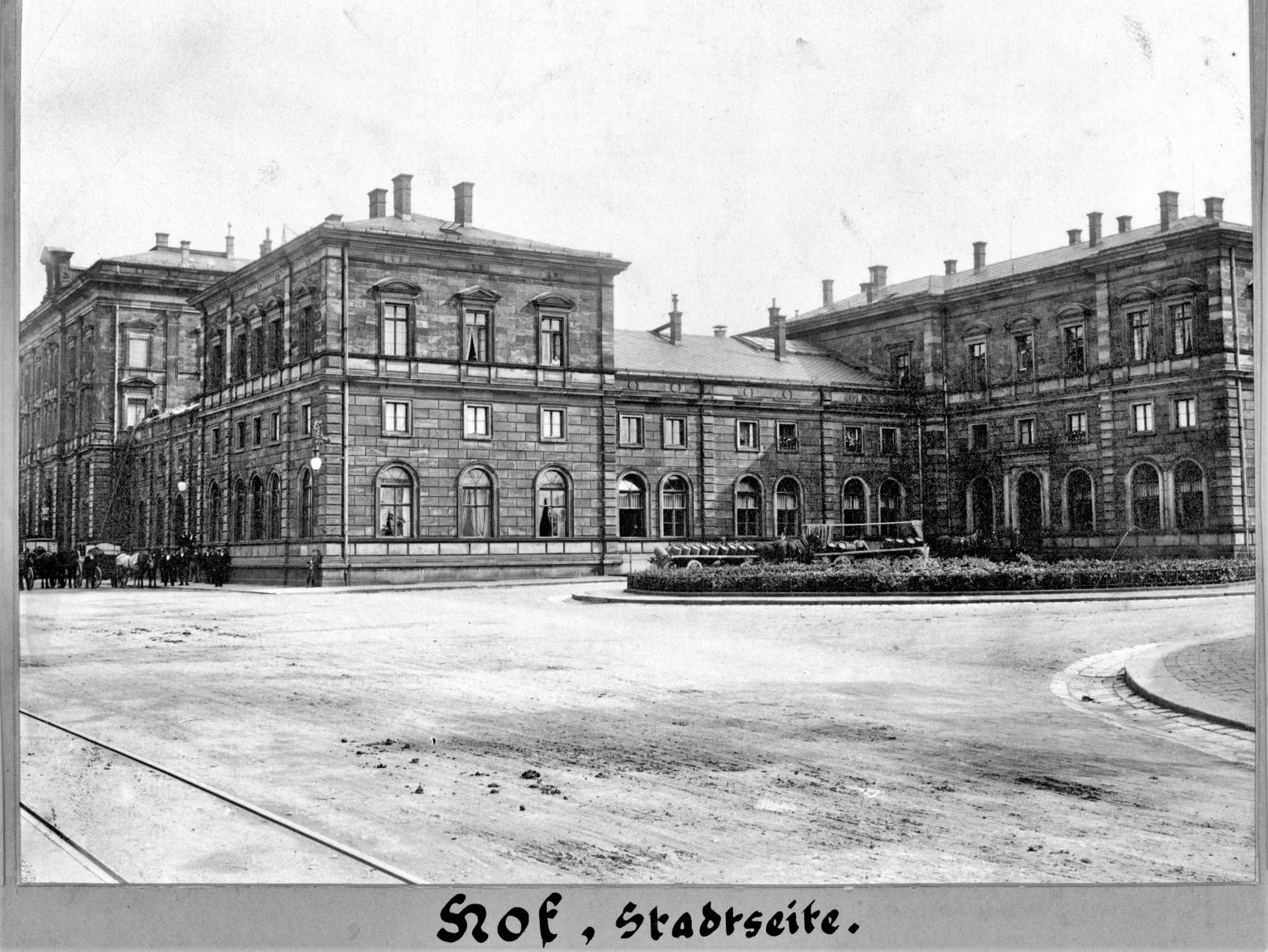
Hauptbahnhof, 1902

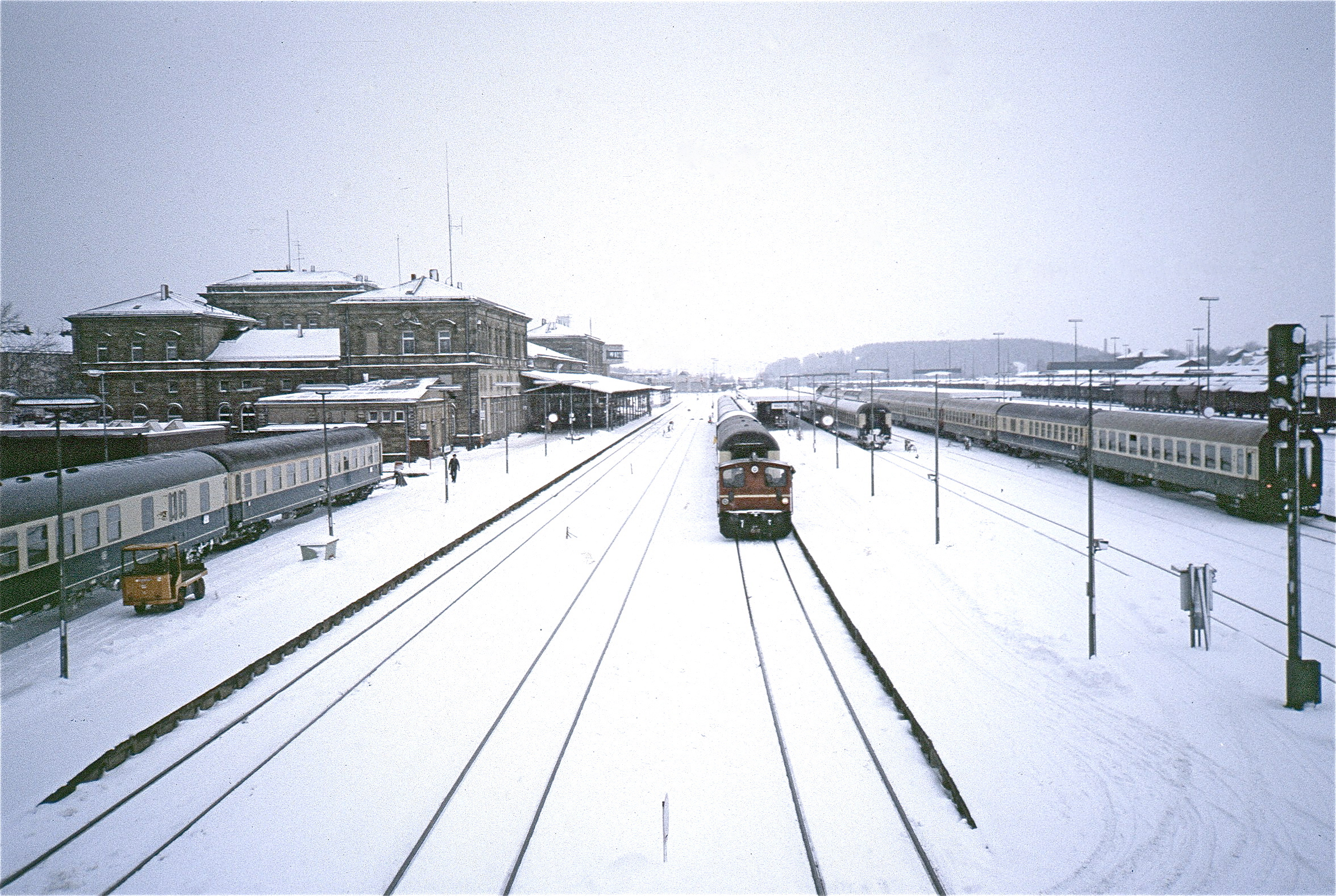
Hauptbahnhof, 1986

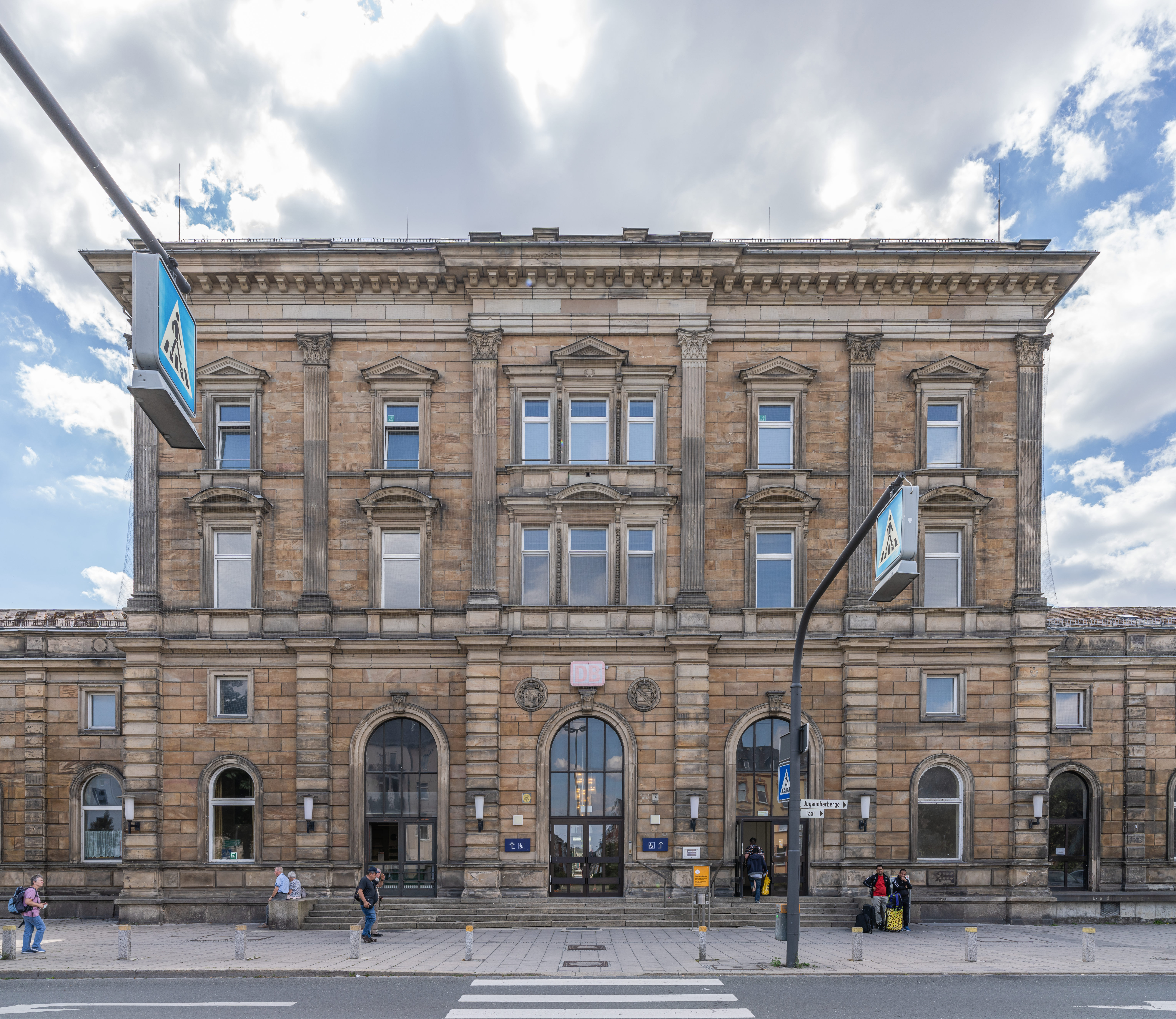
Empfangsgebäude

Der erste Hofer Bahnhof entstand 1848 nördlich der Innenstadt als Kopfbahnhof. Den gestiegenen betrieblichen Erfordernissen genügte dieser Bahnhof, der auch sächsisch-bayerischer Grenzbahnhof war, schon bald nicht mehr. Daher errichteten die bayerische und die sächsische Bahnverwaltung gemeinsam von 1874 bis 1880 südlich der Stadt einen großzügigen Durchgangsbahnhof, der gleichzeitig Übergangspunkt und Grenzbahnhof zwischen den Königlich Bayerischen Staats-Eisenbahnen (K.Bay.Sts.B.) und den Königlich Sächsischen Staatseisenbahnen (K.Sächs.Sts.E.B.) war. Der neue Hauptbahnhof wurde mit der 1901 neu geschaffenen Hofer Straßenbahn an die Innenstadt angebunden. Heute ersetzen Busse die Straßenbahn. Der Bahnhof bestand aus zwei Teilen, in denen jeweils alle Betriebsanlagen (Lokschuppen, Kohlenbunker, Betriebswerk, Abstellgruppen usw.) vorhanden waren. Die südliche Seite gehörte den Königlich Bayerischen Staats-Eisenbahnen, die nördliche Seite den Königlich Sächsischen Staatseisenbahnen.
Das Empfangsgebäude wurde durch den seit 1856 bei den Königlich Bayerischen Staats-Eisenbahnen tätigen Architekten Georg Friedrich Seidel (1823–1895) entworfen. Es war spiegelsymmetrisch angelegt, wie der gesamte Bahnhof. Die Grenze zwischen beiden Eisenbahnverwaltungen verlief durch die Mitte des Empfangsgebäudes, in dem auch ein repräsentativer Königssaal eingerichtet wurde.
Der symmetrische Aufbau des Bahnhofs wurde nach dem Übergang auf die Deutsche Reichsbahn aufgegeben. Die doppelt vorhandenen und damit überflüssigen Gebäude wurden nach und nach abgerissen oder anderweitig genutzt. Über dem Eingangsportal am Bahnhofsplatz und in der Haupthalle auf der Gleisseite befinden sich noch das königlich bayerische und das königlich sächsische Wappen. Dort sind heute auch ein Schnellimbiss und ein Buchladen untergebracht. Der bekannte Königssaal ist für die Öffentlichkeit im Regelbetrieb nicht zugänglich.
Am 8. April 1945 zwischen 12:17 Uhr und 12:26 Uhr wurden der Hauptbahnhof und die angrenzenden Wohnviertel bei einem Angriff der United States Army Air Forces stark beschädigt. Zu flächigen Konzentrationen von Bombeneinschlägen kam es am West- und am Ostkopf, beide Lokomotivschuppen und einige Gebäude im Ausbesserungswerk wurden schwer getroffen.
Bis 1974 waren in Hof Hbf noch Formsignale vorhanden. Am 22. September 1974 wurde ein neues Stellwerk neben dem Empfangsgebäude mit modernem Relaisstellwerk der Bauart Siemens Sp Dr S 60 mit zwei Fahrdienstleitern (Fdl Nord und Fdl Süd) und Lichtsignalen in Betrieb genommen. Der von Hof aus gesteuerte Stellwerksbezirk umfasst neben dem Bahnhof Hof Hbf die angrenzenden Strecken bis Feilitzsch, Oberkotzau und Hof-Neuhof sowie den Bahnhof Hof-Neuhof. Bis Mitte Januar 2013 wurde außerdem nachts der Bahnhof Oberkotzau ferngesteuert. Die alten Stellwerke wurden größtenteils abgerissen. Im ehemaligen Stellwerk 8 an der nördlichen Bahnhofsausfahrt (an der Brücke Q-Bogen) befindet sich das Vereinsheim des Modelleisenbahnclubs MEC Hof. Im Zuge der Elektrifizierung des Bahnhofs wurde 2011 die alte Fußgängerbrücke über den Gleisen, die als Luftsteg bezeichnete Stahlfachwerkbrücke, durch eine höhere Tragseilbrücke ersetzt.

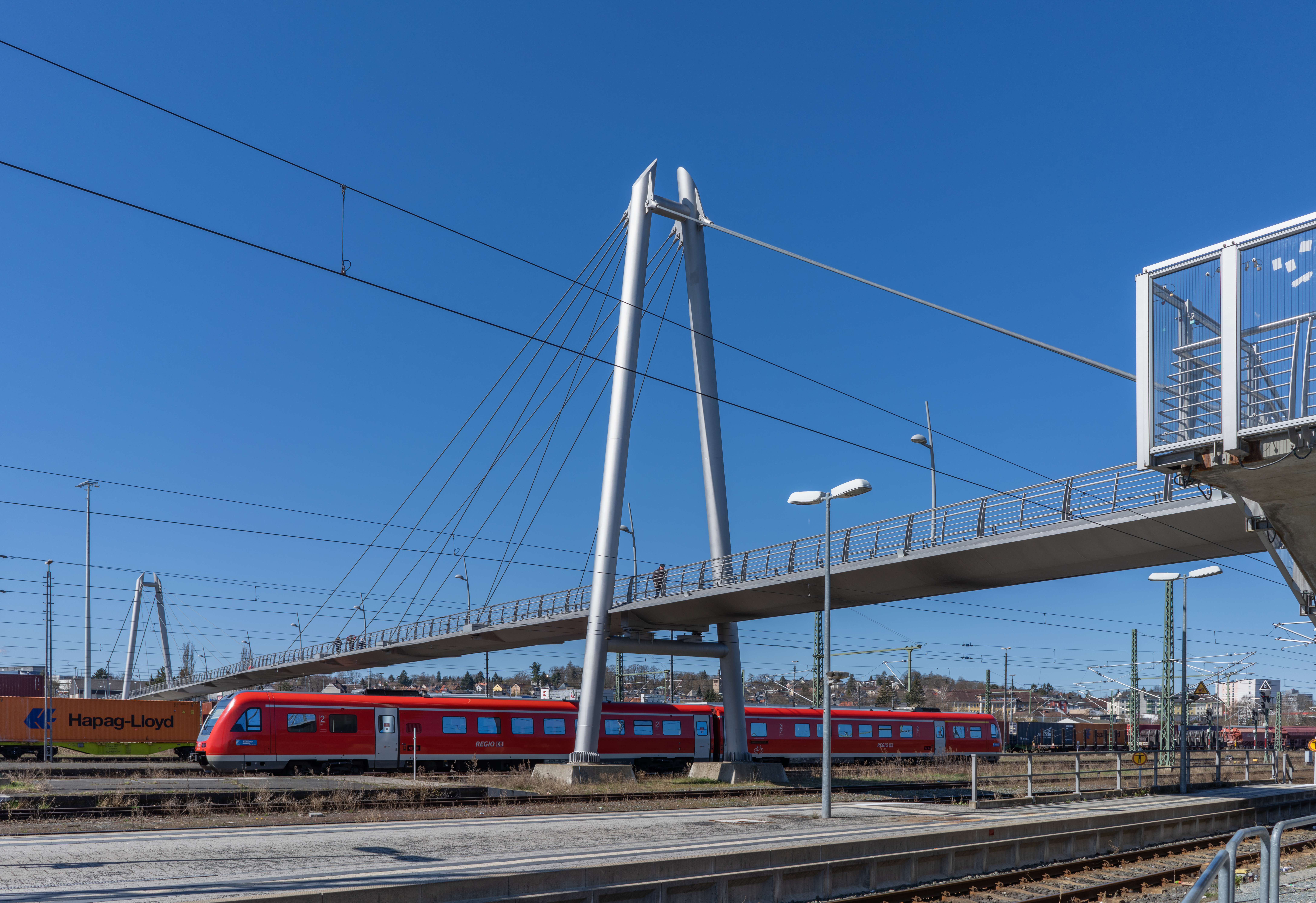
Neue Fußgängerbrücke Luftsteg

Zwischen 2010 und 2013 wurde der Abschnitt der Sachsen-Franken-Magistrale von Bahnhof Reichenbach (Vogtl) ob Bf bis Hof elektrifiziert. Der offizielle Spatenstich erfolgte am 30. September 2010 im Hofer Hauptbahnhof, Anfang 2012 wurden die ersten Fahrleitungsmasten im Hofer Hauptbahnhof aufgestellt. Seit der 48. Kalenderwoche des Jahres 2013 ist der Bahnhof Hof und die anschließende Bahnstrecke in Richtung Plauen vollständig elektrifiziert. In Hof wurde ein Umrichterwerk zur Erzeugung des Bahnstroms errichtet. Zum Fahrplanwechsel am 15. Dezember 2013 übernahmen Elektrolokomotiven und Doppelstockwagen einen Teil der Leistungen zwischen Hof und Dresden, alle anderen Züge wurden weiterhin mit Dieseltriebwagen gefahren. Seit Dezember 2014 wurden die Dieseltriebwagen der Baureihe 612 durch die Baureihe 643 weitgehend ersetzt. Damit einher ging der Verlust einiger Unterwegshalte von und nach Dresden aufgrund fehlender Neigetechniktriebwagen.
Seit dem 8. Januar 2018 gibt es zusätzlich zum Reisezentrum ein Video-Reisezentrum, das auch am Wochenende genutzt werden kann.
Die Deutsche Bahn wollte das Empfangsgebäude 2015 verkaufen, fünf Jahre später war es aber immer noch in ihrem Besitz.

### Zukunft
Der Hofer Hauptbahnhof soll sich in den nächsten Jahren zum Umsteigeknoten zwischen Nah- und Fernverkehr entwickeln. Der ehemals am Zentralkauf gelegene Busbahnhof, dessen Ersatzhaltestelle seit 2016 am Sonnenplatz lag, soll auf den Bahnhofsvorplatz verlegt werden. Auch die Regionalbuslinien, deren Ersatzhaltestelle zwischenzeitlich an der Bergstraße lag, sollen zukünftig dort halten.
Auch zur Nutzung des vergleichsweise großen Bahnhofsgebäudes werden Studien ausgearbeitet, verschiedene Möglichkeiten wie eine Ansiedlung des Lebensmittel-Einzelhandels oder gar eine Nutzung als Hotel werden unter der Erwartung diskutiert, dass die Verlegung des Busbahnhofs die Besucherfrequenz erhöht. In dem ehemaligen Bahnpostamt soll zudem ein großes Fahrrad-Parkhaus entstehen.
Der Hofer Hauptbahnhof ist auch ein wichtiger Bestandteil des Projekts Bahnausbau Nordostbayern, bei dem die Strecke nach der bereits abgeschlossenen Elektrifizierung der Strecke von Reichenbach im Vogtland bis Hof zukünftig weiter bis nach Regensburg elektrifiziert werden soll. Auch ist geplant, die gesamte Strecke mit dem europäischen Zugsicherungssystem ETCS auszurüsten. Für den Hofer Hauptbahnhof ist konkret geplant, zur Erhöhung der Streckenkapazität an einigen Stellen die Lage der Gleise zu verändern, die Bahnsteige 4/6 sowie 8/10 zu erneuern und zu verlängern, fehlende Gleise zu elektrifizieren, 740-Meter-Gleise für Güterzüge zu verbauen, die Gleisfeldbeleuchtungsanlage zu erneuern und ein Elektronisches Stellwerk (ESTW) in einem Modulgebäude nahe dem Bahnhofsgebäude zu errichten. Die Fertigstellung des Projekts Bahnausbau Nordostbayern soll demnach in den 2030er-Jahren erfolgen, Hof soll dann auch wieder Fernverkehrshalt werden.

### Bedeutung im deutschen Schienenverkehr

#### Länderbahnzeit bis in die 1920er Jahre
Während der Länderbahnzeit war Hof eine Schnittstelle zwischen der bayerischen und der sächsischen Staatsbahn, was häufige Lokomotivwechsel in Hof mit entsprechendem Personal- und Materialaufwand und doppelte Betriebsanlagen erforderte.

#### Reichsbahn bis 1945
Nach der Gründung der Deutschen Reichsbahn war dieser Aufwand unnötig geworden. Hof war zu diesem Zeitpunkt durch die sich hier treffenden Hauptstrecken nach Bamberg (Bahnstrecke Bamberg–Hof), Leipzig (Bahnstrecke Leipzig–Hof) und Regensburg (Bahnstrecke Weiden–Oberkotzau), die bei Oberkotzau abzweigenden Strecken nach Eger (Bahnstrecke Eger–Oberkotzau) sowie Nebenstrecken im Hofer Umland zu einem wichtigen Drehkreuz des Bahnverkehrs zwischen Dresden, Leipzig, Nürnberg, Bamberg, Regensburg und Pilsen und des Regionalverkehrs geworden und wurde regelmäßig von Fernzügen bedient.

#### Personenverkehr ab 1945

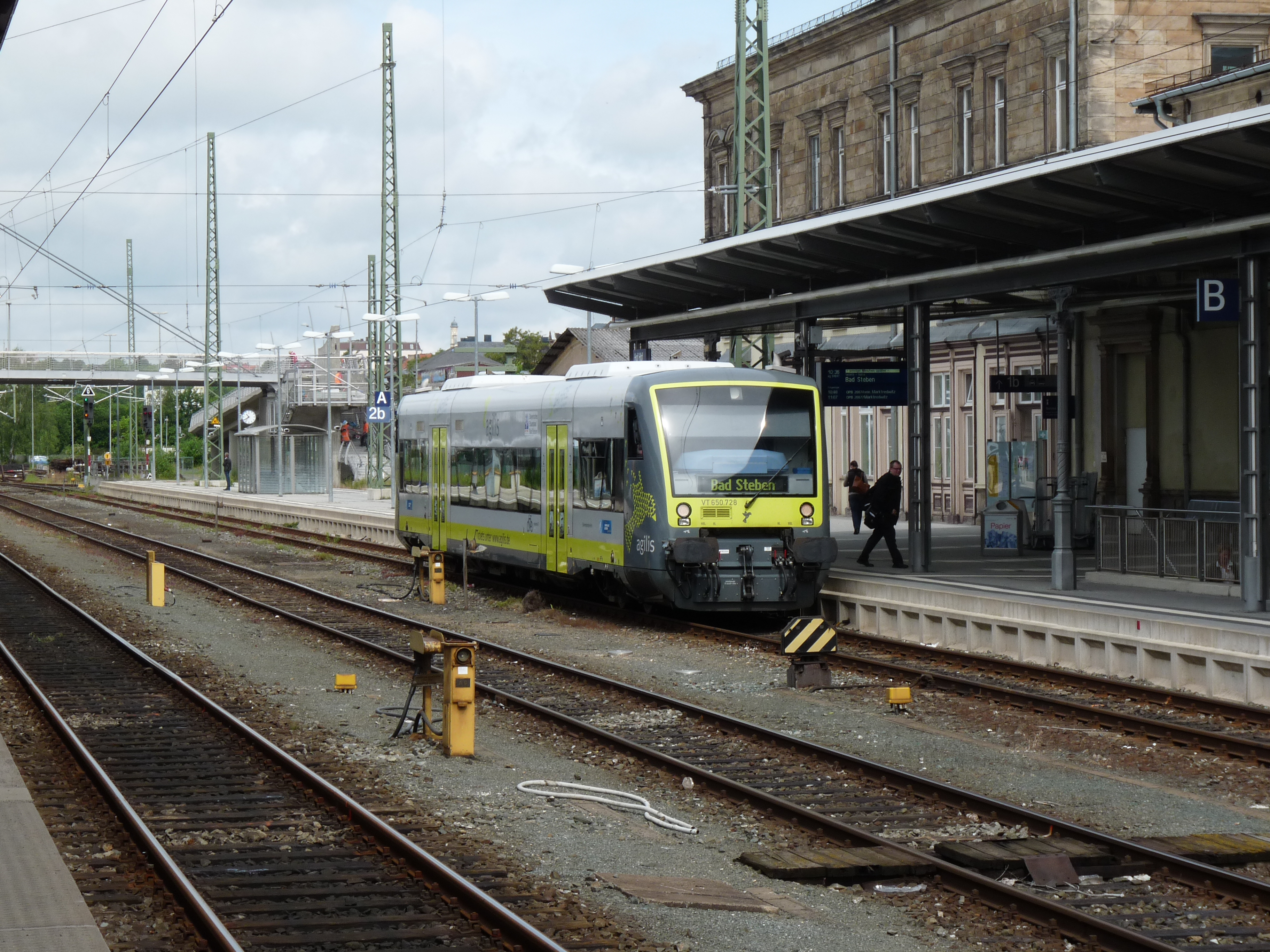
Triebwagen des Typs Stadler Regio-Shuttle RS1 von agilis am Hausbahnsteig

Nach dem Zweiten Weltkrieg befand sich nördlich und östlich von Hof die innerdeutsche Grenze; die Stadt war wieder zur Schnittstelle zwischen zwei Bahngesellschaften geworden. Die Höllentalbahn wurde unterbrochen, die Bahnstrecke Hof–Eger nur noch im Güterverkehr genutzt, von der Bahnstrecke Hof–Plauen wurde als Reparationsleistung eines der beiden Streckengleise demontiert. Alle Züge der Deutschen Bundesbahn (mit Ausnahme der Interzonenzüge von München und Nürnberg nach Leipzig und Dresden sowie der Transitzüge nach Berlin) begannen und endeten in Hof. Bei den Interzonen- und Transitzügen wurde in Hof ein Lokwechsel durchgeführt: In Hof wurden die Züge in die DDR mit Triebfahrzeugen der Deutschen Reichsbahn, Züge aus der DDR mit Triebfahrzeugen der Deutschen Bundesbahn bespannt. Es wurden in Hof keine Grenzkontrollen durchgeführt, diese fanden im Zug oder am Grenzbahnhof Gutenfürst statt.
Zu Beginn der Wende 1989 kamen die Flüchtlingszüge aus Prag in Hof an und wurden dort von bundesdeutschen Politikern begrüßt.

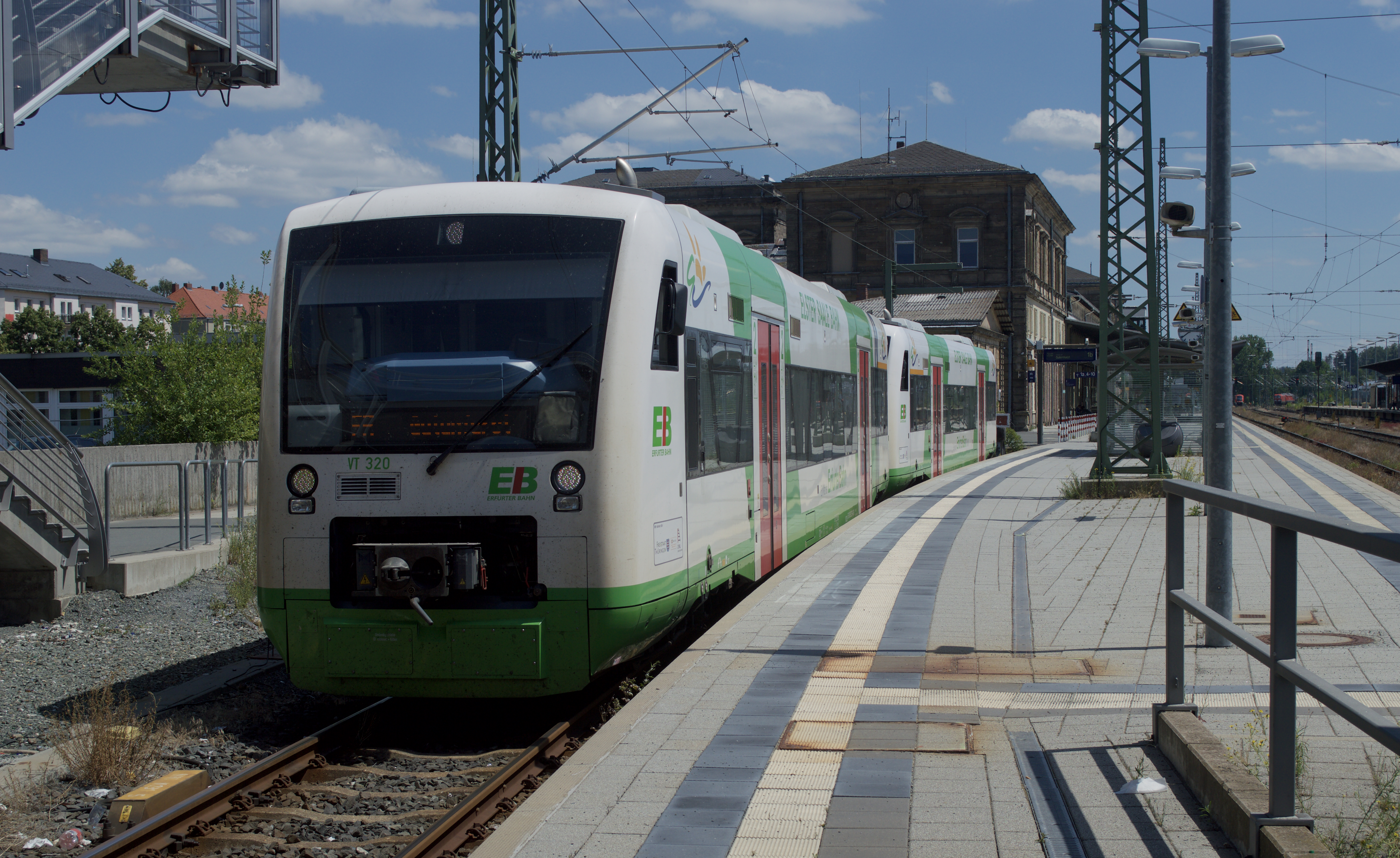
Zwei RS1 der Erfurter Bahn am Stumpfgleis 1b

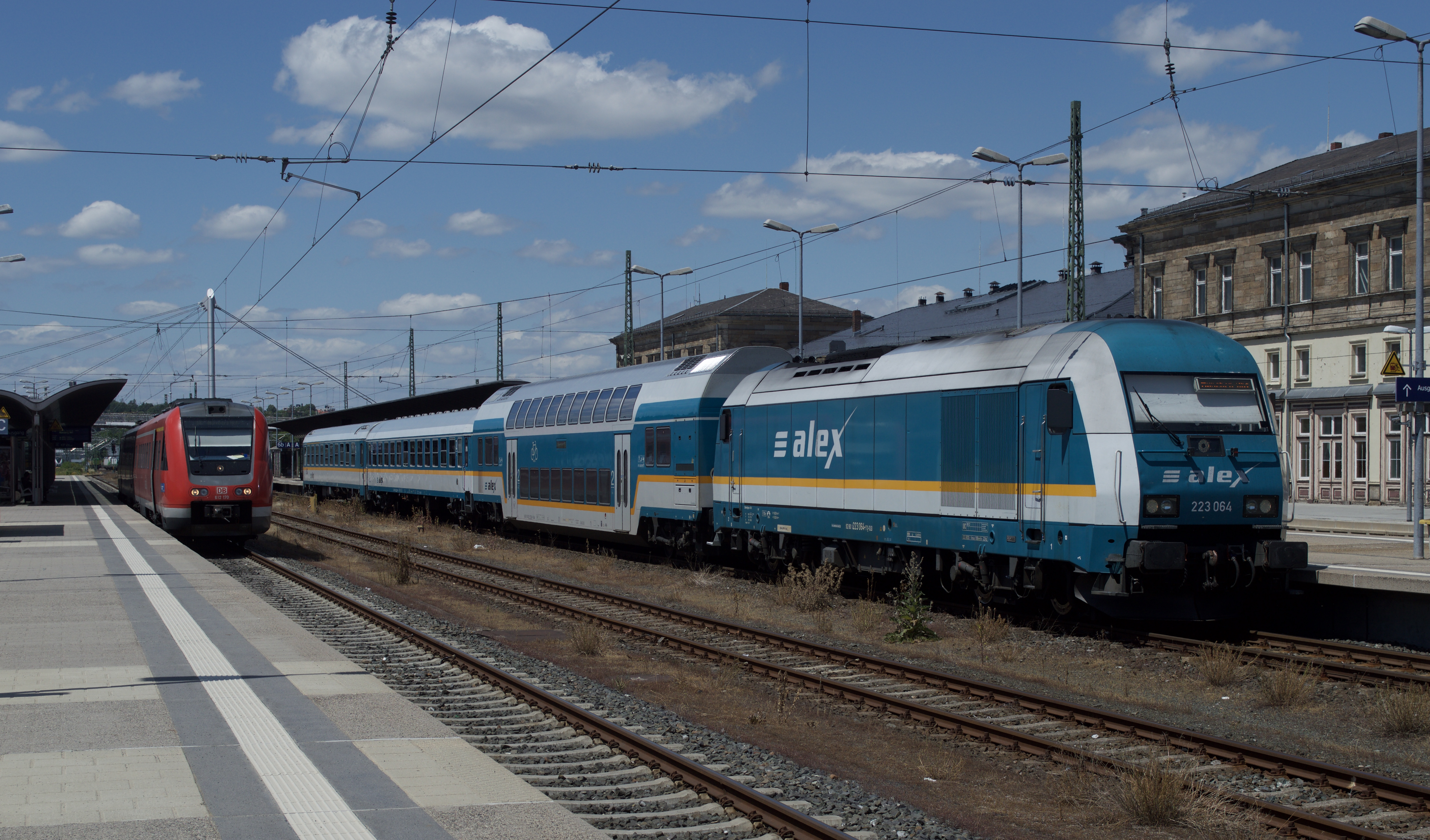
Alex-Zug der Länderbahn mit einer Diesellokomotive der Baureihe 223

Nach 1989 nahm die Bedeutung des Hofer Hauptbahnhofs im Bahnverkehr zunächst wieder zu. Die Strecke Hof–Plauen wurde wieder vollständig zweigleisig erstellt. Zwischen Hof und Nürnberg ging 1991 eine schnelle Regionalverbindung mit Neigetechnik-Triebwagen der Baureihe 610 in Betrieb, die von umsteigenden Fahrgästen aus Sachsen und Thüringen stark genutzt wurde. Interregio-Verbindungen zwischen Stuttgart und Dresden (über Nürnberg, Hof und Chemnitz, die Sachsen-Franken-Magistrale), sowie nach München und Berlin (über Regensburg, Hof und Leipzig) wurden eingerichtet und die Nachtzugpaare München – Berlin und Stuttgart – Dresden trafen sich täglich in beiden Richtungen in Hof und tauschten Kurswagen aus. 2001 wurde Hof ICE-Halt, nachdem die Verbindung Nürnberg – Dresden mit Fahrzeugen vom Typ ICE-TD zur ICE-Linie aufgewertet worden war. Danach nahm die Bedeutung Hofs für den Bahnfernverkehr kontinuierlich ab. Nach Einstellung der ICE-TD-Züge wurde die Linie Nürnberg – Dresden zunächst mit Zügen der Baureihe 612 als Intercity-Linie weiterbetrieben und 2006 durch Regionalzüge zwischen Nürnberg und Dresden ersetzt. Ebenso dienten Regionalzüge (mit Umstieg in Regensburg, Hof und Leipzig und häufigeren Halten) statt der Interregio-Linie München–Berlin, was zwar für die ICE-Linie München–Nürnberg–Bamberg–Leipzig–Berlin einen Fahrgastzuwachs ergab, jedoch für Fahrgäste in den nordostbayerischen Raum längere Fahrzeiten bedeutete, da zur Fahrt nach München oder Berlin jetzt eine längere Anfahrt nach Nürnberg oder Bamberg nötig war.
Mit der Einführung einer nächtlichen Betriebsruhe auf der Strecke Marktredwitz–Regensburg wurde der Kreuzungspunkt der Nachtzugrelationen München–Berlin und Stuttgart–Dresden nach Nürnberg verlegt. Mittlerweile verkehrt zweistündlich wieder ein durchgehender Regionalexpress zwischen Hof und München.
Seit der Umwandlung der Intercity-Verbindung in eine Regional-Express-Leistung ist die Fahrzeit auf der Relation Nürnberg–Hof–Dresden um 39 Minuten gesunken, wobei Hof Hbf offiziell kein Fernverkehrshalt mehr ist.
Außerdem verkehren die Vogtlandbahn täglich nach Zwickau sowie der alex nach München Hauptbahnhof. Beide werden von der Länderbahn betrieben.
Mitte 2011 übernahm die agilis Verkehrsgesellschaft den Betrieb auf den nicht elektrifizierten Nahverkehrsstrecken in Oberfranken um die Städte Bamberg, Bayreuth, Coburg und Hof. Dort werden 38 Triebwagen des Typs Stadler Regio-Shuttle RS1 eingesetzt.

## Verkehrsanbindung
Der Hofer Hauptbahnhof gilt als Knotenpunkt Nordostbayerns und ist seit seiner Gründung die Verbindung zwischen Bayern, Sachsen und Thüringen.
Die Deutsche Bahn gibt die Zahl der Fahrgäste am Hofer Hauptbahnhof mit 5000 Personen pro Tag an (Stand: 2017). 2013 wurden die Umsteigerzahlen mit 7000 bis 8000 Reisenden pro Tag angegeben, was den Bahnhof zum fünftgrößten Umsteigebahnhof in Bayern machte.

### Regionalverkehr
| Linie                    | Linienverlauf                                                                     | Takt min         | Betreiber                | Fahrzeuge                                |
| ------------------------ | --------------------------------------------------------------------------------- | ---------------- | ------------------------ | ---------------------------------------- |
| RE 2                     | Hof – Marktredwitz – Schwandorf – Regensburg – Landshut – München                 | 120              | DB Regio Bayern          | DB-Baureihe 218 + Doppelstockwagen       |
| RE 3                     | Hof – Plauen – Zwickau – Chemnitz – Dresden                                       | 60               | Mitteldeutsche Regiobahn | Alstom Coradia Continental Baureihe 1440 |
| RE 23                    | Hof – Marktredwitz – Schwandorf – Regensburg – Landshut – München                 | ein Zugpaar      | alex                     | Siemens ER20 + Abteilwagen               |
| RE 30                    | Hof – Münchberg – Trebgast – Bayreuth – Nürnberg                                  | 120              | DB Regio Bayern          | Baureihe 612                             |
| RE 31                    | Hof – Marktredwitz – Nürnberg                                                     | 120              | DB Regio Bayern          | Baureihe 612                             |
| RE 35                    | Main-Saale-Express: Hof – Münchberg – Neuenmarkt-Wirsberg – Lichtenfels – Bamberg | 120              | DB Regio Bayern          | Baureihe 612                             |
| RB 2                     | Hof – Plauen – Herlasgrün – Reichenbach – Neumark – Zwickau                       | einzelne Fahrten | Vogtlandbahn             | Stadler Regio-Shuttle RS 1               |
| RB 13                    | Hof – Mehltheuer – Zeulenroda – Gera – Leipzig                                    | 120              | Erfurter Bahn            | Stadler Regio-Shuttle RS 1               |
| RB 95                    | (Feilitzsch) – Hof – Rehau – Selb-Plößberg – Aš – Cheb – Marktredwitz             | 120              | agilis                   | Stadler Regio-Shuttle RS 1               |
| RB 96                    | (Hof-Neuhof) – Hof – Rehau – Selb-Plößberg – Selb Stadt                           | 120              | agilis                   | Stadler Regio-Shuttle RS 1               |
| RB 97                    | Bad Steben – Naila – Selbitz – Hof – Marktredwitz – Kirchenlaibach – Bayreuth     | 60               | agilis                   | Stadler Regio-Shuttle RS 1               |
| RB 98                    | Hof – Schwarzenbach – Münchberg – Helmbrechts                                     | 120              | agilis                   | Stadler Regio-Shuttle RS 1               |
| RB 99                    | (Hof-Neuhof) – Hof – Schwarzenbach – Münchberg (– Neuenmarkt-Wirsberg)            | 120              | agilis                   | Stadler Regio-Shuttle RS 1               |
| Stand: 10. Dezember 2024 |                                                                                   |                  |                          |                                          |

### Stadtbus
Die Haltestelle Hauptbahnhof befindet sich direkt vor dem Bahnhofsgebäude am Fern- und Regionalbushalt. Die genauen Fahrpläne mit allen Haltestellen lassen sich auch auf der Webseite der Hofer Stadtwerke nachschauen.
Außerdem hält am Hofer Hauptbahnhof im Rahmen eines Projekts ein selbstfahrender Bus. Er fährt die Strecke Hauptbahnhof – Bergstraße – Oberes Tor.
| Linie                    | Linienverlauf                                                | Halteplatz Nr.                                           | Taktfrequenz                                   |
| ------------------------ | ------------------------------------------------------------ | -------------------------------------------------------- | ---------------------------------------------- |
| 1505                     | Hauptbahnhof – Busbahnhof – Rathaus – Hochschule             | 10                                                       | alle 60 min                                    |
| 1506                     | Hauptbahnhof – Busbahnhof – Hof Bad – Hochschule             | 10                                                       | alle 60 min                                    |
| 1507                     | Alsenberger Straße – Busbahnhof – Breslaustraße – Hochschule | 2 (Richtung Alsenberger Straße) 10 (Richtung Hochschule) | alle 60 min in beide Richtungen                |
| 15E6                     | Studenternberg – Busbahnhof – Hauptbahnhof – Kolpingshöhe    | 2                                                        | an Schultagen 07:28 Uhr                        |
| 15E8                     | Busbahnhof – Hauptbahnhof – Schulzentrum – Joditzer Weg      | 2                                                        | an Schultagen 07:30 Uhr                        |
| 15E9                     | Hauptbahnhof – Busbahnhof – Schulzentrum                     | 2                                                        | an Schultagen 07:32 Uhr                        |
| 15E11                    | Südring – Münsterschule – Hauptbahnhof – Busbahnhof          | 2                                                        | an Schultagen 11:49 Uhr                        |
| 15E13                    | Schulzentrum – Münsterschule – Hauptbahnhof – Busbahnhof     | 10                                                       | an Schultagen 13:27 Uhr                        |
| 15E15                    | Schulzentrum – Busbahnhof – Hauptbahnhof – Zoo               | 2                                                        | an Schultagen 13:18 Uhr                        |
| 15E18                    | Schulzentrum – Busbahnhof – Hauptbahnhof – Wölbattendorf     | 10                                                       | an Schultagen 13:16 Uhr                        |
| 15E19                    | Südring – Münsterschule – Hauptbahnhof – Busbahnhof          | 2                                                        | an Schultagen 16:19 Uhr                        |
| 15V22                    | Hochschule – Verwaltungshochschule – Hauptbahnhof            | 10                                                       | kein Zustieg – Ankunft an Schultagen 13:30 Uhr |
| Stand: 10. Dezember 2023 |                                                              |                                                          |                                                |

### Nachtlinie
| Linie                 | Fahrverlauf                                                                   | Halteplatz Nr. | Takt                     |
| --------------------- | ----------------------------------------------------------------------------- | -------------- | ------------------------ |
| 1514                  | Busbahnhof – Untreusee – Kolpingshöhe – Hauptbahnhof – Busbahnhof             | 10             | alle 60 min              |
| 1515                  | Busbahnhof – Rathaus – Hochschule – Breslaustraße – Hauptbahnhof – Busbahnhof | 10             | alle 60 min              |
| 1518                  | Hauptbahnhof – Ottostraße – Hochschule – Hauptbahnhof                         | 10             | nur Sonntag, alle 20 min |
| Stand: 1. Januar 2024 |                                                                               |                |                          |

### Fernbus
Vor dem Hauptbahnhof befindet sich der Halt von Flixbus auf den Linien Berlin–Passau sowie Berlin–Zürich.

## Güterverkehr

Güterverkehrszentrum (GVZ)

An der Westseite des Bahnhofs befindet sich der Güterbahnhof mit dem ehemaligen Rangierbahnhof. Der Rangierbahnhof wurde bis in die 1990er Jahre rege genutzt und bediente die Gleisanschlüsse mehrerer dort angesiedelter Wirtschaftsunternehmen (unter anderem Speditionen, einen Mineralölhändler mit eigenem Tanklager und einen Schrotthändler). An der Ostseite des Bahnhofs befand sich zwischen dem Personenbahnhof und dem sächsischen (nördlichen) Betriebswerk die Bahnposthalle, in der Postzüge abgefertigt wurden. Zusätzlich gab es am nördlichen Ende des benachbarten Bahnhofs Oberkotzau eine kleine Rangiergruppe mit fünf Gleisen als Rest eines früheren Rangierbahnhofes, der bis in die Mitte des 20. Jahrhunderts durch ein drittes Gleis zwischen Hof und Oberkotzau mit dem Güterbahnhof in Hof verbunden war. Nach einigen Jahren des Stillstandes um das Jahr 2000 eröffnete ein Hofer Speditionsunternehmer im Güterbahnhof Hof einen Containerbahnhof, der bereits mehrfach expandiert hat. Im Güterbahnhof bestehen noch zwölf Gleise, ein Ablaufberg am nördlichen sowie ein Ausziehgleis am südlichen Ende, aus dem Abstoßbetrieb durchgeführt wurde. Die Rangiergruppe im Bahnhof Oberkotzau wurde um 2000 abgebaut und in den 1990er Jahren die Bahnposthalle stillgelegt. Lediglich die Filiale der Deutschen Post zwischen der ehemaligen Bahnposthalle und dem Personenbahnhof war als Relikt des Bahnpostverkehrs bis Mitte 2015 in Betrieb.
Nach Abbrucharbeiten im Bereich des alten Containerterminals befindet sich seit April 2018 das Güterverkehrszentrum Hof als neue multimodale Schnittstelle in Bau. Das Land Bayern fördert diese Investition der Stadt Hof mit 6,5 Millionen Euro.

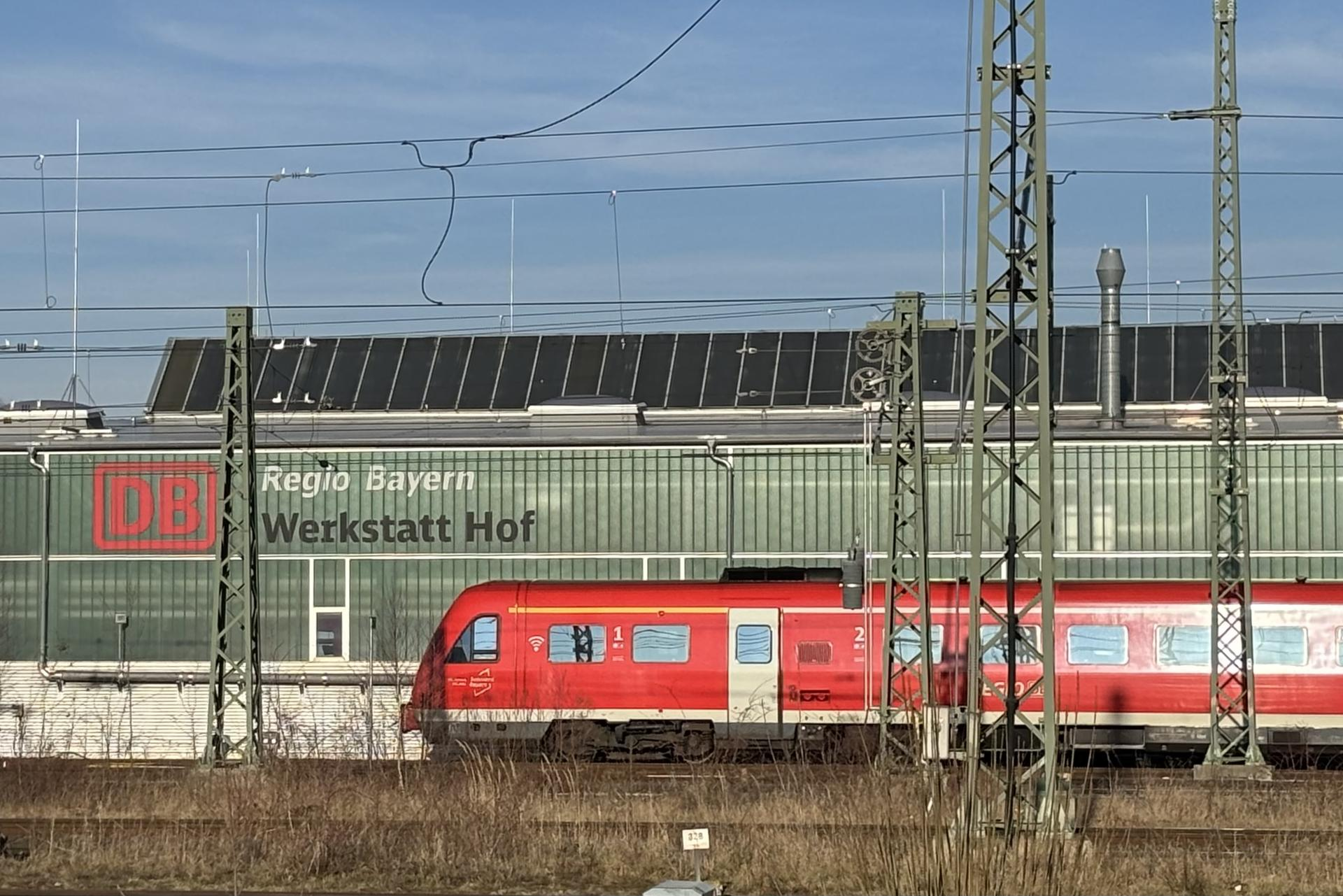
Wartungshalle der Werkstatt Hof

## Bahnbetriebswerk Hof
Seit der Eröffnung des ersten Hofer Bahnhofs werden Lokomotiven in Hof gewartet, heute in der Werkstatt Hof von DB Regio Bayern. In den Glanzzeiten des Bahnbetriebswerkes wurden die Einheitsschnellzuglokomotiven der Baureihe 01 im Bw Hof gewartet.

## Kunst am Hauptbahnhof

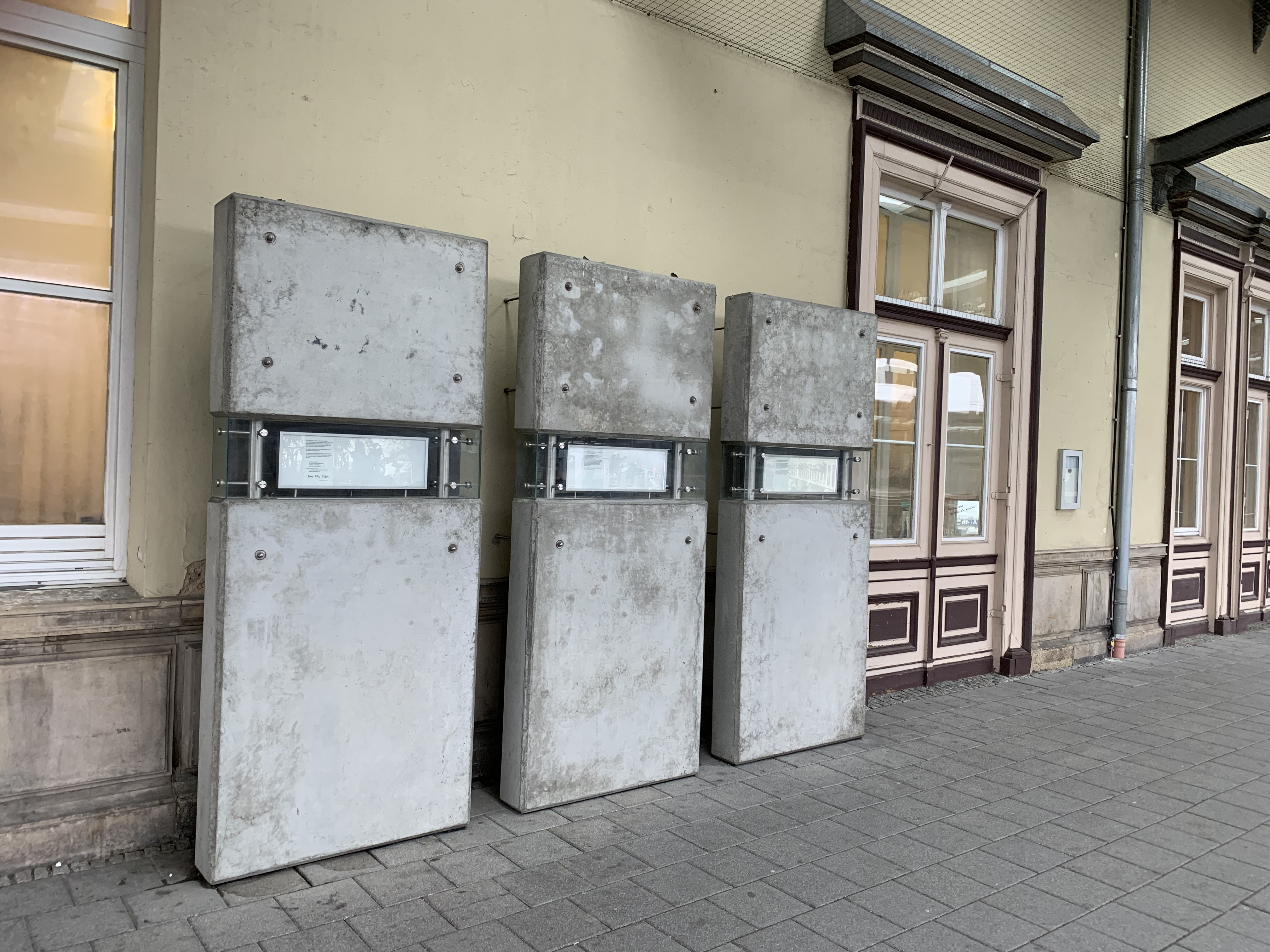
Denkmal für die Flüchtlingszüge aus Prag

Zwei Kunstwerke erinnern am Hauptbahnhof an die Deutsche Wiedervereinigung. Ein Denkmal erinnert an den ersten Flüchtlingszug aus Prag, der am 1. Oktober 1989 um 6:14 Uhr in Hof eintraf. In ihm befanden sich 1210 Flüchtlinge aus der DDR, die in der Botschaft in Prag auf ihre Ausreise hofften. Sie erreichten in Sonderzügen über Dresden und Plauen schließlich Hof. Das Denkmal befindet sich am hinteren Ausgang des Bahnhofs und besteht aus drei großen und hochformatigen Platten aus Beton. Im oberen Drittel sind bearbeitete Fotografien der Flüchtlinge eingearbeitet. Der Entwurf geht auf Florian Rothbauer von der Staatlichen Fachschule für Produktdesign des Staatlichen Beruflichen Schulzentrums für Produktdesign und Prüftechnik Selb aus dem Jahr 2009 zurück. Es soll, so eine Informationstafel am Denkmal, an den „Mut und das Durchhaltevermögen der Menschen“ erinnern, die einen „Meilenstein zur Überwindung der Deutschen Teilung“ darstellten.
Südöstlich des Bahnhofs steht auf einer kreisrund angelegten Fläche eines Parkplatzes ein weiteres Denkmal. Es handelt sich um eine Stahlskulptur auf einem Betonsockel mit der Inschrift „9. NOV 1989“. Das Werk des Künstlers Peter Kalb wurde am 9. November 1990 aufgestellt.